# Caracazo
Az el Caracazo egy éhséglázadás és sztrájksorozat volt 1989. február 27-én. A venezuelai szegény tömegek fellázadtak Carlos Andrés Pérez és kormánya neoliberális megszorító csomagja ellen. Az összecsapás ezrek halálával végződött, jelentések szerint közel 3000-en vesztették életüket.
A „Caracazo” szó magát Caracas városát jelöli, valamint hozzá lett toldva egy „fokozó” képző, amely a felkelés nagyságára utal. 

## Előzménye
Az 1980-as években gazdasági válság rendítette meg Venezuelát, amikor is az akkori elnök, Carlos Andrés Pérez második elnöksége alatt (1989–1993) az IMF utasításait követve szabad piaci reformok végrehajtását követelte.
Az IMF-fel kötött megállapodás mindössze néhány héttel azután köttetett, hogy Pérez erősen anti-neoliberális kampánnyal győzött a választásokon, aminek során az IMF-et „neutronbombához" hasonlította, amely megöli az embereket, de épen hagyja az épületeket; a Világbankot pedig a totalitárius gazdaság „mészárosának" nevezte.
Választási ígéretei ellenére Pérez elnök neoliberális reformokba kezdett, liberalizálta a kőolajárakat, ami a benzin árának ugrásszerű emelkedéséhez vezetett.

## Tüntetések és zavargások
A felkelések 1989. február 27-én reggel, a Miranda állambeli Guarenas városában törtek ki (keletre mintegy 30 km-re Caracastól) a közlekedési tarifák óriási növekedésének következtében. A tüntetők hamar elérték az ország többi városát és a fővárost is. Aznap délutánra Caracas szinte összes kerületét megszállták a lázadók és egyes tömegek fosztogatásba kezdtek. Az utcák megteltek kétségbe esett emberek tömegével.
A túlfokozott indulatokat látván a kormány szükségállapotot rendelt és kivezényelte a hadsereget. Pérez elnök felfüggesztette az alkotmány több cikkelyét is, így az egyéni szabadság és biztonság jogát, a lakhely sérthetetlenségének jogát, a gyülekezési jogot, valamint a békés tiltakozás és a szólásszabadság jogát.
Az egész felkelés egy brutális összecsapásba torkollott. Becslések szerint több mint 2000 ember vesztette életét, többségében civilek. (Azonban hivatalos adatok szerint csupán 276 halottat tartottak nyilván.)
A rend helyreállítása embertelen módon ment végbe.

## Következmények
A Caracazo felkelés legnyilvánvalóbb következménye a politikai instabilitás.
Ez a nap felébresztette a venezuelai népet és innentől kezdve egy változás indult meg az országban. 
Ebben az elkeseredett politikai helyzetben került színre Hugo Chávez, aki 1992-ben puccsot kísérelt meg Pérez elnök ellen. Később Chávez átvette a hatalmat Pérez elnöktől, ugyanis 1999-ben megválasztották Venezuela elnökének. 
Az Amerika-közi Emberi Jogi Bíróság utólagosan, 1999-ben mind az elnöki intézkedéseket, mind a hadsereg fellépését emberi jogok elleni fellépésnek minősítette. 2009-ben vádat emeltek a volt védelmi miniszter, Italo del Valle Alliegro ellen, 2010-ben a Legfelsőbb Bíróság pedig hatályon kívül helyezte azon határozatát, hogy az ügyben elkövetett bűncselekmények elévültek volna.
A Caracazo kétségtelenül egy olyan esemény volt, amely alapjaiban meghatározta az elmúlt 20 év politikai színterét.
2005-ben film készült az eseményekről El Caracazo néven.

## Fordítás
- Ez a szócikk részben vagy egészben  a   Caracazo című angol Wikipédia-szócikk fordításán alapul.  Az eredeti cikk szerkesztőit annak laptörténete sorolja fel. Ez a jelzés csupán a megfogalmazás eredetét és a szerzői jogokat jelzi, nem szolgál a cikkben szereplő információk forrásmegjelöléseként.